# Arvid Harnack

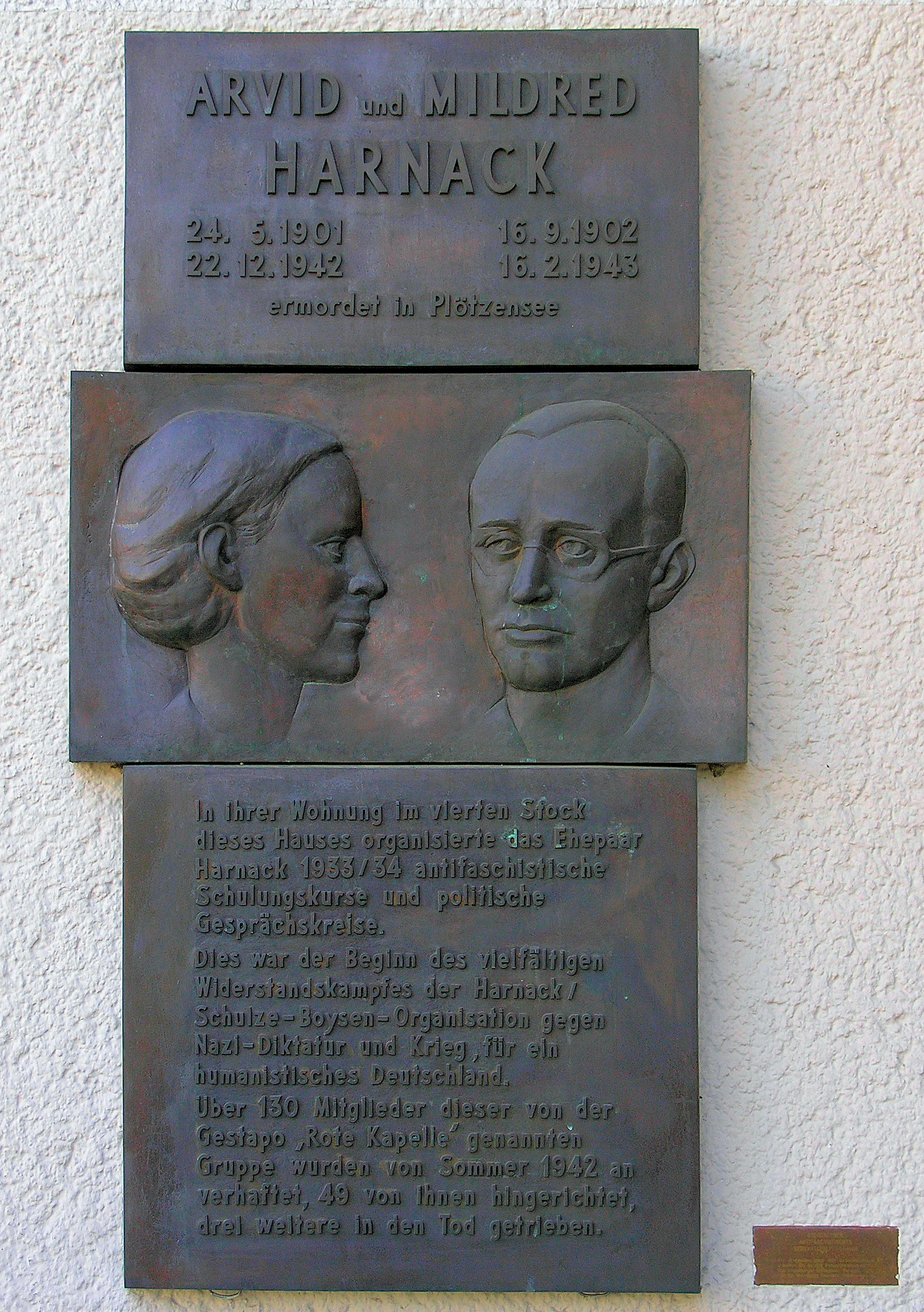
Monumento conmemorativo

Arvid Harnack (Darmstadt, Alemania; 24 de mayo de 1901 - Berlin-Plötzensee, 22 de diciembre de 1942) fue un jurista y economista alemán involucrado en la Resistencia alemana al nazismo.

## Biografía
Hijo del profesor de historia y literatura Otto Harnack y Clara Harnack, y sobrino del teólogo Adolf von Harnack. Se crio en un ambiente académico, estudió en la Universidad de Jena y en 1926-28 obtuvo una beca para estudiar derecho en Madison, Wisconsin, donde conoció a su futura esposa Mildred Fish.
En 1931 obtuvo su doctorado en Giessen con una tesis sobre el marxismo en Estados Unidos y en 1932 visitó la Unión Soviética con un grupo de la sociedad de estudio de economía planificada que fundó.
Para 1933 formó un grupo de estudiosos sobre el nacionalsocialismo y sus consecuencias que incluyeron a Adam Kuckhoff, su esposa Greta, Adolf Grimme, Leo Skrzypczynski y otros. Estableció conexiones entre Estados Unidos y Rusia. Se unió al partido nazi en 1937 y en 1942 fue promovido a oficial ejecutivo.
Había trabado relación en 1935 con Harro Schulze-Boysen y ambos informaron a los soviéticos sobre la invasión preparada por Hitler además de otros documentos e informaciones. Publicó el periódico antirrégimen Die innere Front (El frente interno) y en 1941 recibió información del diplomático Rudolf von Scheliha (1897-1942) sobre la Solución final.
Fue arrestado el 7 de septiembre y ejecutado el 22 de diciembre de 1942.
Su hermano fue el actor y cineasta Falk Harnack (1913-1991), en su momento también miembro de la resistencia y del grupo Orquesta Roja.
Su esposa Mildred Fish Harnack fue primero condenada a seis años de prisión, pero Hitler cambió la sentencia y fue ejecutada en 1943.